# 吳福祥
吳福祥（1944年11月15日—），臺灣當代著名運輸工程學者，在臺灣主要的軌道工程建設包含臺北市鐵路地下化以及台灣高鐵建設之中擔任要角。曾任中華民國交通部高鐵局局長，現任中華大學總務長兼營管所教授。專長領域為軌道工程、鋼筋混凝土、鋼結構。

## 生平

### 求學經歷
吳福祥出身於臺灣臺南，早年求學於臺南市私立南光高級中學，中正理工學院土木工程系57年班（27期），畢業後於中正理工學院執教數年。後前往美國俄亥俄州立大學攻讀土木工程碩士，於普渡大學獲得土木工程博士。

### 公職生涯
吳福祥自美國留學返台後，隨即參與臺北市區鐵路地下化工程以及臺灣高速鐵路的興建工程。歷任交通部台北市區地下鐵路工程處總工程司、高鐵局總工程司、副局長、局長，參與臺灣高鐵建設長達16年。2007年1月，臺灣高鐵通車前夕，吳福祥自高鐵局退休。

### 教職生涯
吳福祥於臺灣高鐵通車時功成身退，轉任教職，任中華大學建築與規劃學院院長。以其豐富的軌道工程實務經驗，在華大推動專案管理研究，與臺灣專案管理學會簽訂策略聯盟，成立「全國營建專案管理研究發展中心」。